# 摩擦發光

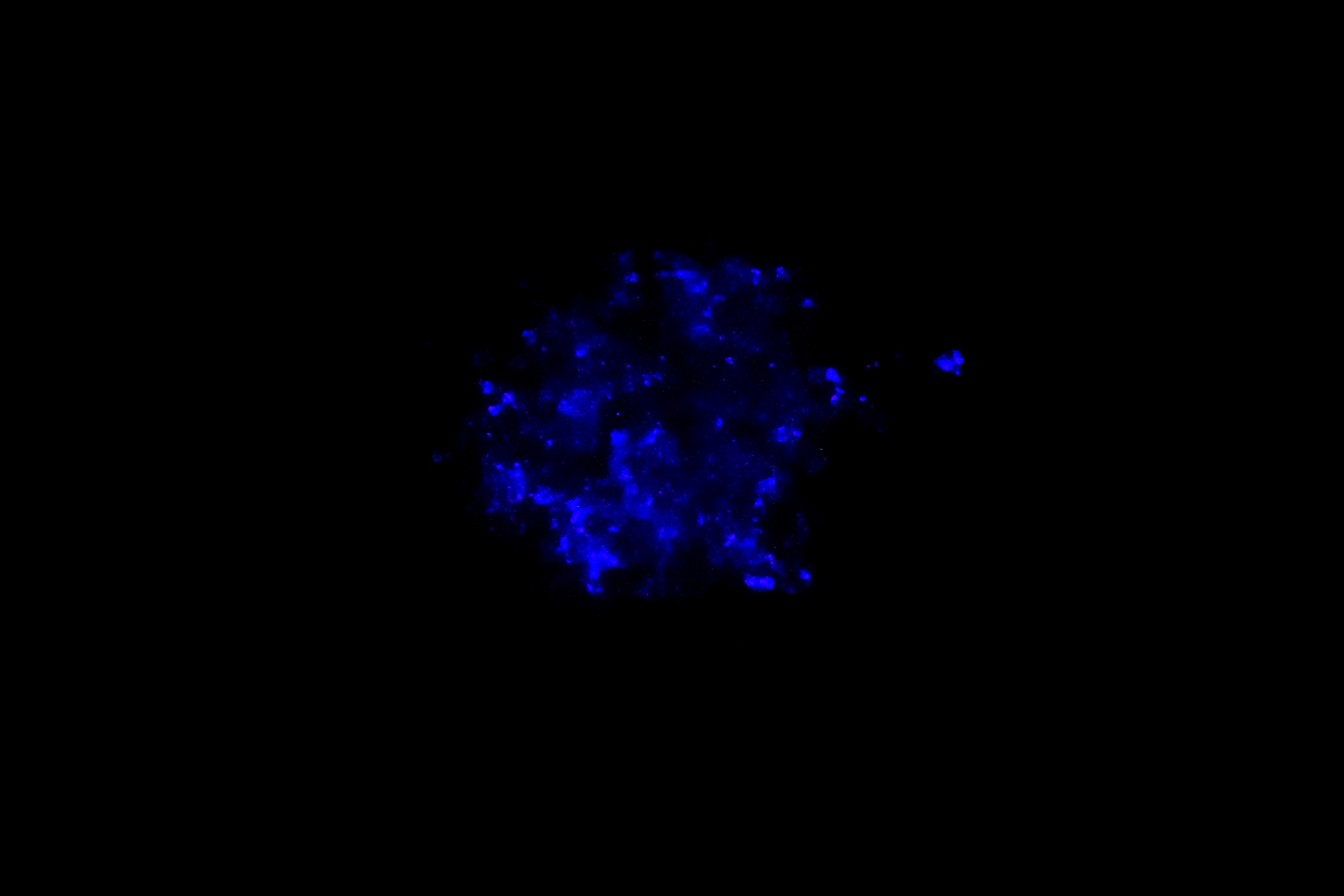
水楊酸尼古丁摩擦發光

摩擦發光（英語：Triboluminescence）是將材料拉開、撕開、刮劃、壓碎或互相摩擦而發光的現象（參見摩擦學）。這現象尚未完全了解，但似乎是由靜電荷分離又結合引起。術語來自希臘語τρίβειν（“摩擦”）和拉丁語lumen（光）。破開糖晶體和撕膠紙時可觀察到摩擦發光。

## 例子

### 普通材料
某些居家材料和物質可展示此特性：
- 普通壓敏膠紙（“透明膠紙”）與膠紙卷分離的地方會發光。[1]蘇聯科學家在1953年觀察到在真空撕膠紙會發X光。[2]2008年，X光生成機制獲進一步研究。[3][4][5]類似的X光也可在金屬中觀察到。[6]
- 在黑暗中打開用膠水黏着的信封可看到藍色閃光。[來源請求]
- 破開糖晶體會產生微小電場分開正電荷和負電荷，電荷試圖結合時產生火花。Wint-O-Green Life Savers特別適合產生這種火花，因為冬青油（水楊酸甲酯）是熒光物，可將紫外綫轉化為藍光。[7][8]